# Sela pri Dobovi
Sela pri Dobovi je naselje u Općini Brežice u istočnoj Sloveniji. Sela pri Dobovi se nalazi u pokrajini Štajerska i statističkoj regiji Donjoposavskoj. 

## Stanovništvo
Prema popisu stanovništva iz 2002. godine Sela pri Dobovi je imalo 527 stanovnika.

### Etnički sastav
- Slovenci: 531 (95,3%)
- Hrvati: 18 (3,2%)
- Srbi: 2
- Nepoznato: 6 (1,1%)